# La Liga Filipina
La Liga Filipina (Liên minh Philippines) là một tổ chức chính trị tiến bộ do nhà dân chủ José Rizal thành lập tại Philippines. Địa điểm thành lập là tại nhà của Doroteo Ongjunco tại phố Ilaya, Tondo, Manila vào năm 1892.
Tổ chức này bắt nguồn từ Phong trào của La Solidaridad và Phong trào tuyên truyền. Mục đích của La Liga Filipina là thu nạp nhiều trí thức yêu nước, địa chủ và tư sản tiến bộ cùng một số dân nghèo để chủ trương tuyên truyền, khơi dậy ý thức dân tộc, đấu tranh đòi quyền bình đẳng cho người Philippines. La Liga có uy tín cũng như cơ sở cả trong giai cấp tư sản cũng như trong quần chúng. Tổ chức này đề ra nhiệm vụ đấu tranh gồm những đặc điểm sau:
- Thống nhất toàn quần đảo thành một quốc gia.
- Chống bạo lực và bất công.
- Phát triển giáo dục, công nghiệp, nông nghiệp và buôn bán.
- Thi hành cải cách.

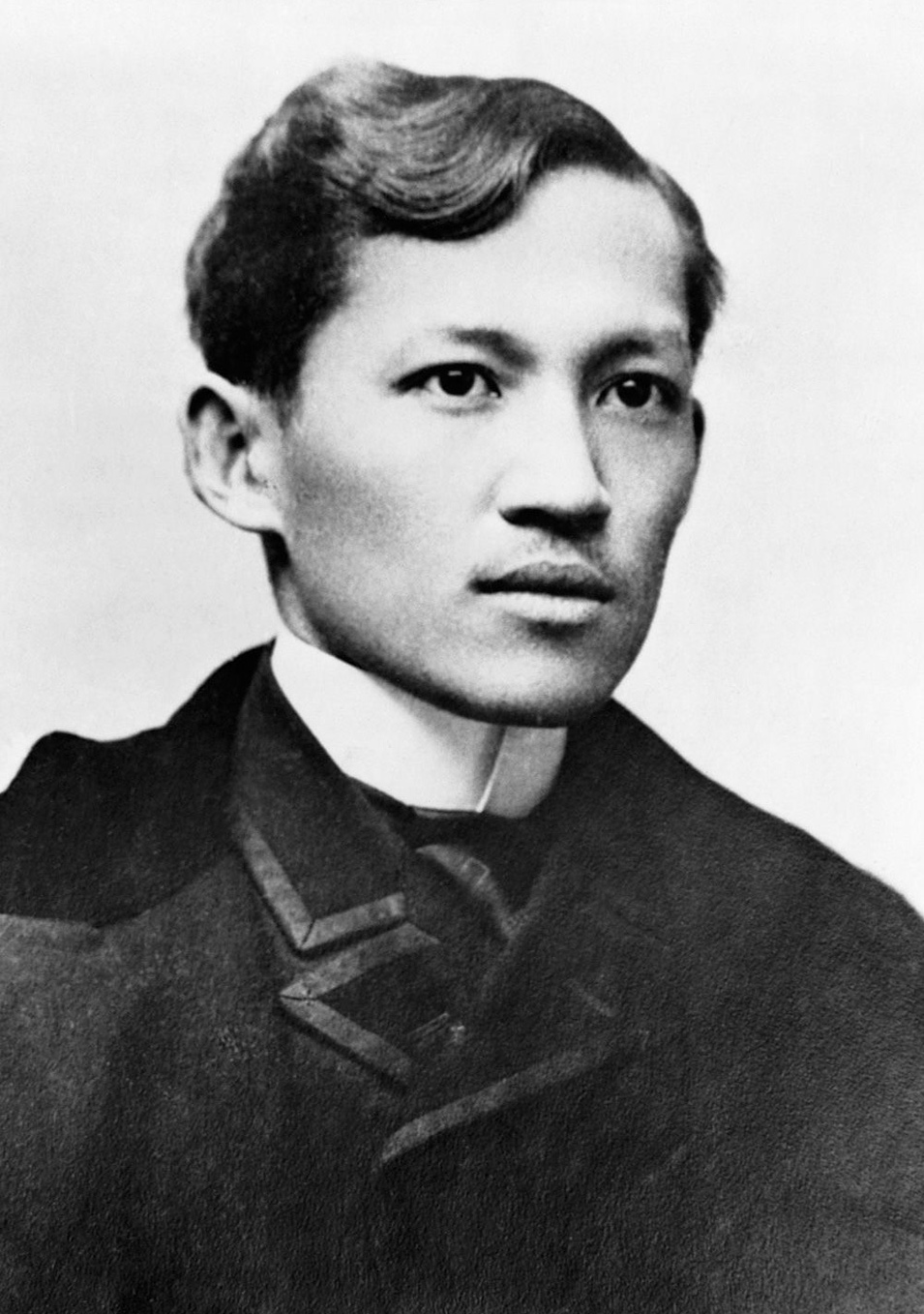
José Rizal (1861-1896), người sáng lập La Liga Filipina

Rizal là thủ lĩnh trong Liên minh đứng về phái ôn hòa. Ông phản đối đấu tranh bạo lực, không tin vào lực lượng của quần chúng nhân dân, chỉ chú trọng hoạt động trong giới trí thức. Ông tin rằng những biện pháp giáo dục sẽ cải thiện đời sống nhân dân và tưởng rằng con đường cải cách do Tây Ban Nha mang lại là con đường duy nhất đúng cho một nhà nước Philippines tự do độc lập trong tương lai. Các phần tử trí thức tin tưởng và hưởng ứng nhiệt tình chủ trương của Rizal, tham gia Liên minh khá đông.
La Liga Filipina đã trở thành một mối đe dọa đối với Chính quyền Thực dân Tây Ban Nha. Ngày 6 tháng 7 năm 1892, José Rizal bị Thực dân Tây Ban Nha bắt và đày đến Dapitan.
Trong thời gian lưu vong của Rizal, những hoạt động của tổ chức đã trở nên hạn chế, thông qua các nỗ lực của Domingo Franco và Andrés Bonifacio, tổ chức đã hoạt động lại. Tổ chức này quyết định tuyên bố ủng hộ La Solidaridad và những cải cách mà họ ủng hộ, gây quỹ cho các bài báo và trả chi phí cho các đại biểu ủng hộ cải cách đất nước trước Chính quyền Thực dân Nha Tây Ban Nha. Do bất đồng trong đương lối lãnh đạo, Hội đồng Tối cao của Liên minh đã tuyên bố giải tán tổ chức.
Các thành viên của La Liga chia thành hai phái: những người bảo thủ đã thành lập Cuerpo de Compromisarios với cam kết tiếp tục hỗ trợ Phong trào La Solidaridad trong khi nhóm cực đoan do Andrés Bonifacio đã thành lập một tổ chức mới và hoạt động bí mật, Katipunan.